# Чеботарь, Владислав Васильевич
Владисла́в Васи́льевич Чебота́рь (рум. Vladislav Cebotari; 22 февраля 1997, Тирасполь) — приднестровский и российский гребец-каноист, выступал за сборную России начиная с 2014 года, окончил спортивную карьеру в 2022 году. Трехкратный чемпион Европы, трехкратный призёр чемпионатов мира, Чемпион мира 2021 года,  участник олимпийских игр в Токио 2020, многократный победитель и призёр регат национального значения. На соревнованиях представляет Москву и МСС УОР № 2, Заслуженный мастер спорта Российской Федерации.

## Биография
Владислав Чеботарь родился 22 февраля 1997 года в городе Тирасполь Приднестровской Молдавской Республики. Активно заниматься греблей начал с 11 лет, проходил подготовку в тираспольской специализированной детско-юношеской школе олимпийского резерва по гребле и стрельбе. В возрасте 14 лет переехал на постоянное жительство в Москву и поступил в московское училище олимпийского резерва № 2. Тренировался под руководством таких специалистов как А. Л. Шамшурин, В. И. Беспалов и В. Г. Соколенко.
Впервые заявил о себе в 2014 году, выиграв бронзовую медаль в одиночках на тысяче метрах на юниорском чемпионате мира в венгерском Сегеде. Тем самым выполнил норматив мастера спорта.
Первого серьёзного успеха на взрослом международном уровне добился в сезоне 2015 года, когда попал в основной состав российской национальной сборной и благодаря череде удачных выступлений удостоился права защищать честь страны на чемпионате Европы в чешском Рачице. В зачёте четырёхместных каноэ на дистанции 1000 метров совместно с партнёрами Кириллом Шамшуриным, Виктором Мелантьевым и Расулом Ишмухамедовым обогнал всех своих соперников и завоевал тем самым золотую медаль. Год спустя на домашнем европейском первенстве в Москве с тем же экипажем повторил это достижение, получив в километровой программе каноэ-четвёрок ещё одну золотую награду.
Рассматривался как кандидат на участие в летних Олимпийских играх в Рио-де-Жанейро в программе двухместных каноэ на дистанции 1000 метров, однако на отборочном чемпионате России в Москве они с Виктором Мелантьевым заняли лишь второе место в этой дисциплине, уступив титулованному экипажу Алексея Коровашкова и Ильи Первухина.
В 2017 году впервые стал призёром чемпионата мира, выиграв «бронзу» на дистанции 1000 м в паре с Мелантьевым. А через год снова стал медалистом с тем же напарником, но на дистанции вдвое короче, уступив в борьбе за победу только бразильским каноистам.
В 2021 года Чеботарь в двойке с Мелантьевым на чемпионате Европы по гребле на байдарках и каноэ в польской Познани взяли золото в соревнованиях каноэ-двоек на дистанции 500 метров .